# Erepsia saturata
Erepsia saturata är en isörtsväxtart som beskrevs av L. Bol. Erepsia saturata ingår i släktet Erepsia och familjen isörtsväxter. Inga underarter finns listade i Catalogue of Life.